# Eva Murková
Eva Murková (Bojnice, 29 maggio 1962) è un'ex lunghista slovacca, fino al 1992 cecoslovacca.

## Palmarès

### Europei indoor
- 3 medaglie:
  - 1 oro (Budapest 1983)
  - 2 argenti (Göteborg 1984; Atene 1985)